# Chuck Darling
Pour les articles homonymes, voir Darling.
Charles Frick « Chuck » Darling, né le 20 mars 1930 à Denison, dans l'Iowa et mort à Littleton (Colorado) le 6 avril 2021, est un ancien joueur américain de basket-ball. Il évolue au poste d'ailier fort.

## Biographie
Chuck Darling a participé aux Jeux olympiques d'été de 1956. Né à Denison, Iowa, Darling a joué collégialement à l'Université de l'Iowa. Il était membre de l'équipe américaine de basket-ball qui a remporté la médaille d'or olympique en 1956. Il est membre du Temple de la renommée des sports de l'Iowa du Des Moines Register.

## Palmarès
- Champion olympique 1956